# Dikraneura omani
Dikraneura omani är en insektsart som beskrevs av Knight 1968. Dikraneura omani ingår i släktet Dikraneura och familjen dvärgstritar. Inga underarter finns listade i Catalogue of Life.